# Коваленко Леонід Вікторович
Леонід Вікторович Ковале́нко (нар. 11 червня 1946, Чернівці) — український дизайнер, живописець; член Спілки радянських художників України з 1985 року та Спілки дизайнерів України з 2004 року. Лауреат премії Ленінського комсомолу за 1979 рік.

## Біографія
Народився 11 червня 1946 року в місті Чернівцях (нині Україна). 1972 року закінчив Київський художньо-промисловий технікум (викладачі В. Кочевський, А. Пантюхін).
Після здобуття освіти працював дизайнером Київського науково-дослідного інституту зв'язку. Упродовж 1974–1990 років працював у Хмельницькому оформлювачем, проектантом художньо-виробничих майстерень. З 2011 року — голова Хмельницької організації Національної спілки художників Україн. Живе у місті Хмельницькому, в будинку на проспекті Миру № 62, квартира 72.

## Творчість
Працює в галузі дизайну. Серед робіт проекти оформлення:
- Шепетівського літературно-меморіального музею Миколи Островського (1979);
- Чернігівського літературно-меморіального музею-заповідника Михайла Коцюбинського (1983);
- Музею історії міста Хмельницького (1996);
- Кафе «Сатурн» у Хмельницькому (2003);
- Готельно-ресторанного комплексу «Меджибізький замок» у Хмельницькій області (2005–2007);
- Історико-культурного комплексу «Аріанська каплиця» у селі Тихомелі (2009).

Автор живописних портретів, пейзажів у стилі романтичного експресіонізму. Серед робіт:
- «Прогулянка» (1992);
- «Робінзон» (1993);
- «Чіо-Сан» (1993; полотно, олія);
- «Ідоли» (1993; полотно, олія);
- «Погляд» (1993);
- «Абсурд» (1993);
- «Маска» (1993);
- «Ще свічка не згасла» (1994; полотно, олія);
- «Словацькі мелодії» (1994);
- «Світає» (1994);
- «Пташечка» (1994);
- «Лісовик» (1995);
- «Жінка з папугою» (1996).

Брав участь у всеукраїнських, всесоюзних, міжнарних мистецьких виставках з 1981 року. Персональні виставки відбулися у Хмельницькому у 1993, 2000–2001 і 2007 роках, Сілістрі у 1993 році.

## Зауваги
1. ↑  за вагомий внесок у галузі архітектури і мистецтва[1].